# Nextcloud
Nextcloud ist eine auf einem ownCloud-Fork basierende in PHP entwickelte freie Software für das Speichern von Daten (z. B. Dateien, Kalendern, Kontakten etc.) auf einem Server. Auf die Daten kann der Anwender sowohl über eine Weboberfläche als auch mit Client-Applikationen (Smartphone und Desktop) zugreifen. Server und Clients können sich dabei synchronisieren. Nextcloud ermöglicht dem Anwender dadurch, auf einen zentralen und konsistenten Datenbestand von vielen Endgeräten aus zuzugreifen und diesen mit anderen Anwendern optional zu teilen. Neben der Datenhaltung bietet Nextcloud Funktionalitäten für Videokonferenzen und verschiedene Office-Applikationen über die Weboberfläche.

## Geschichte
Am 2. Juni 2016 verließ Frank Karlitschek zusammen mit weiteren Entwicklern sein im Jahr 2010 unter dem Namen ownCloud gegründetes Unternehmen und gab „Nextcloud“ als Fork bekannt. Seither wird Nextcloud aktiv von Frank Karlitschek, weiteren Mitgliedern der ursprünglichen Entwicklergruppe und einer großen Gemeinschaft weiterentwickelt. Nextcloud bietet einige Funktionen an, die ownCloud nicht oder nur in dessen Enterprise-Version anbietet.
Am 17. April 2018 hat das Informationstechnikzentrum Bund (ITZBund) die Entscheidung der Ausschreibung der „Bundescloud“ bekanntgegeben. 300.000 Menschen in den Ministerien und anderen Einrichtungen des Bundes werden die Nextcloud-Software nutzen.
Im August 2019 wurde bekannt, dass die Behörden der drei EU-Staaten Frankreich, Schweden und Niederlande zukünftig Nextcloud für den Dateiaustausch einsetzen wollen. Das französische Innenministerium plante im gleichen Jahr, Nextcloud für 100.000 Mitarbeiter einzusetzen.
Am 17. Januar 2020 wurde in Berlin die Version 18 mit Produktnamen Nextcloud Hub präsentiert. Hier wurde erstmals direkt ein Office-Paket (hier OnlyOffice) integriert, und Nextcloud gab als Ziel die direkte Konkurrenz zu Microsoft Office 365 und Google Docs aus.
Weiter wurde bei diesem Termin eine Partnerschaft mit Ionos bekanntgegeben. Durch den Datenstandort in Deutschland und die DSGVO-Konformität soll der Anwender die Hoheit über seine Daten besitzen.
Im Frühjahr 2020 stieg der Bedarf und die Nutzung von Werkzeugen für Webkonferenzen stark an. Nextcloud hat daraufhin in Version 19 das Werkzeug Talk erweitert und ein „high performance backend“ als quelloffene Lösung zur Verfügung gestellt; somit sind jetzt auf eigenen Rechner verwaltete („self hosted“) Web-Konferenzen mit mehr als zehn Personen möglich. Weiterhin wurde mit Collabora Online ein weiteres Office-Paket als Programm zur Verfügung gestellt und in Talk integriert. Die Office-Funktionalität funktioniert mit x86/x64- und ARM64-basierten Servern mit Collabora Online, OnlyOffice unterstützt derzeit kein ARM.
Im August 2021 teilte Nextcloud mit, als zentrale Kooperationsplattform für den Aufbau der europäischen Cloud-Lösung Gaia-X ausgewählt worden zu sein.
Am 24. April 2024 wurde zusätzlich zum Neuen Nextcloud Hub 8 auch Nextcloud One vorgestellt. Nextcloud One ist eine vollständig verwaltete Nextcloud, die man sich als einzelner Nutzer oder für ein Team kaufen kann.

## Funktionsumfang

### Basisfunktionen
Basisfunktionen sind unter anderem:
- SAML Single Sign-On Authentifizierung (SSO)
- Passwortlose Authentifizierung (Passkeys)[23]
- Zwei-Faktor-Authentifizierung
- Benutzer-, Gruppen- und Rechteverwaltung (erweiterbar, zum Beispiel zur Authentifizierung mit LDAP)
- Passwort-Richtlinien
- Brute-Force-Schutz
- Monitoring (Web/API)-Schnittstelle
- Integration mit Windows-Netzfreigaben (SMB/CIFS), externen Speicher mit Swift, FTP/SFTP, WebDAV, Amazon S3, Google Drive, Microsoft Azure und Dropbox
- Videokonferenz über Nextcloud-Talk[24]
- Bildschirmfreigabe über Nextcloud-Talk
- Verschlüsselung der Daten auf dem Server sowie eine verschlüsselte Übertragung per SSL/TLS
- Teilen von Dateien und Ordnern mit anderen Benutzern, Gruppen oder über öffentliche URLs
- Anonymes Hochladen (Kein Benutzerkonto erforderlich)
- Konferenzen via WebRTC
- Integration von Collabora Online, einer auf LibreOffice basierenden Online-Office-Applikation
- Integration von OnlyOffice
- Betrachter für PDF- und Microsoft-Office-Dateien
- Volltextsuche
- Anpassen des Erscheinungsbilds (Theming)

### Plugins
Da die Software modular aufgebaut ist, lässt sie sich durch ein Plugin-System um beliebige Funktionalitäten erweitern. Über eine vom Hersteller betriebene Plattform können Entwickler ihre Erweiterungen anderen Benutzern zur Installation anbieten. Diese Plattform kommuniziert mit den Nextcloud-Instanzen über ein offenes Protokoll. Im App Store von Nextcloud, der unter apps.nextcloud.com erreichbar ist, finden sich bereits über 250 Erweiterungen. Mit Hilfe dieser Erweiterungen können unter anderem folgende Funktionalitäten hinzugefügt werden:
- Kalender (auch als CalDAV), Adressbuch (auch als CardDAV)
- E-Mail-Programm
- Feedreader und Lesezeichenverwaltung
- Galerie für Fotos
- Texterkennung für Bilder und PDF-Dateien (Nutzung von Tesseract), Kollaboration (Kommentare zu Dateien, Verschlagwortung)
- Aktivitätenanzeige und Umsetzung der Anforderungen der Datenschutz-Grundverordnung (DSGVO)[26]
- Passwortmanager
- Musik- und Videowiedergabe und hören von Internetradio
- Aufgabenplaner (To-Do-Listen), Erstellen von Mindmaps, Erstellen von Diagrammen (u. a. Netzwerk, Ablaufdiagramme, Geschäftsprozesse, UML), Kanban-Projektmanagement
- Integration von Content-Management-Systemen (u. a. Pico-CMS), Webanalytik (Nutzung von Piwik/Matomo)
- Bearbeiten von Textdateien mit Unterstützung für Markdown und WYSIWYG-Editor für Textdateien inkl. Markdown-Unterstützung[27]
- Auswerten von Geodaten im GPS Exchange Format
- Verwaltung von Kennwörtern (KeePass-Integration)
- Betrachter für Wettervorhersagen, Digital Imaging and Communications in Medicine und Karten (Kartografie)
- Fotogalerie oder Verwaltung von Kochrezepten

Grundsätzlich gibt es verschiedene Apps in verschiedenen Kategorien, z. B. Dateien, Spiele, Überwachung, Multimedia, Organisation, Sicherheit und Kommunikation.

## Sync-Clients
Desktop-Sync-Clients gibt es für macOS, Windows, Linux, BSD und andere Unix-basierte Betriebssysteme. Für die verbreiteten Linux-Distributionen gibt es fertige DEB-/RPM-Pakete.
Die Windows-, macOS- und Linux-Clients unterstützen „Virtual Files“, wodurch Dateien zwar auf dem Endgerät angezeigt werden, dort aber bis zur Benutzung keinen Speicherplatz verbrauchen.
Ebenfalls existieren Open-Source-Apps für die mobilen Betriebssysteme Android, iOS und für Windows ist der Client auch als universelle Windows-App verfügbar.

## Weitere Software für Nextcloud

### Nextcloud Talk for Desktop
Nextcloud Talk for Desktop ist ein neuer Windows-, MacOS-, oder Linux-Client für Nextcloud, um Talk direkt auf dem Desktop zu benutzen. Die erste Version wurde mit der Versionsnummer v0.1.0 am 2. März 2023 veröffentlicht kann von Github heruntergeladen werden.

### Nextcloud Passwords
Mit Nextcloud Passwords bietet die Nextcloud auch einen eigenen Password-Manager an. Für diesen gibt es ein iOS- und Android-App und offizielle Erweiterungen für gängige Browser wie Microsoft Edge, Google Chrome oder Mozilla Firefox.

### Outlook-Add-In
Es gibt ein Outlook-Add-In. Dieses erlaubt die integrierte Nutzung von Nextcloud für Anhänge (Dateien oder ganzen Ordnerstrukturen). Das Zusatzmodul ist in einer freien und einer Enterprise-Version erhältlich. Während die freie Version im Funktionsumfang eingeschränkt ist und sich an Privatnutzer richtet, ist die kostenpflichtige „Enterprise-Version“ für den Einsatz in Unternehmen gedacht und bietet erweiterte Funktionen, wie z. B. Links durch ein Passwort zu schützen.

### Browser-Plugins
Für Mozilla Thunderbird gibt es ebenfalls ein Add-on namens Filelink zur Nutzung von Nextcloud als Datenspeicher.
Für alle gängigen Browser gibt es das kostenlose Plugin Floccus, mit dem man Lesezeichen synchronisieren kann.

## Nextcloud-integrierende Software
Es gibt Softwareprojekte, die Nextcloud direkt als Datenspeicher integrieren:
- die Lernplattform Moodle,[38]
- die mobile App „Scanbot“,
- die Groupware-Lösung Zimbra,[39]
- die Groupware-Lösung openDesk.
- die Online-Datensicherung Magentacloud der Telekom Deutschland[40]

## Historie des Forks von ownCloud
Im April 2016 haben Frank Karlitschek und einige Kern-Entwickler das Unternehmen ownCloud verlassen. Dies geschah aufgrund von Meinungsverschiedenheiten über den Kurs von ownCloud.
Der Abspaltung ging ein Blog-Post Karlitscheks voraus, darin stellte er Fragen wie „Wem gehört die ownCloud-Gemeinschaft?“ oder „Wem gehört ownCloud?“. Noch dringlicher war ihm die Frage, was wichtiger sei: „Schnell verdientes Geld oder langfristige Verantwortung und Wachstum?“. Es gab keine offizielle Stellungnahme zu den Gründen des Forks.
Am 2. Juni 2016, zwölf Stunden nach der Bekanntgabe der Abspaltung, musste die US-amerikanische Niederlassung „ownCloud Inc.“ die sofortige Schließung bekanntgeben. In der Stellungnahme wurde u. a. die Kündigung von Krediten der Kapitalgeber genannt. Die ownCloud GmbH besteht weiterhin. Neue Investoren sichern deren Fortführung und die Geschäfte von ownCloud Inc. wurden übernommen.

## Versionsgeschichte
| Version | Freigabe      | Neueste Version | Datum der Veröffentlichung | Unterstützung bis | Bemerkungen |
| ------- | ------------- | --------------- | -------------------------- | ----------------- | --- |
| 32      |               |                 |                            |                   | |
| 31      | 25. Feb. 2025 | 31.0.7          | 19. März 2025              | Feb. 2026         | Neuerungen: - Nextcloud Hub 10 - Nextcloud KI-Agenten - Integrierte Dateikonvertierung - Webzugriff auf verschlüsselte Dateien - E2EE für Videoanrufe - viele andere Neuigkeiten |
| 30      | 14. Sep. 2024 | 30.0.13         | 19. März 2025              | Sept. 2025        | Neuerungen: - Nextcloud Hub 9 - Nextcloud Whiteboard - Nextcloud Federated Anrufe - Redesign - Nextcloud Flow - viele andere Neuigkeiten |
| 29      | 24. Apr. 2024 | 29.0.16         | 19. März 2025              | Apr. 2025         | Neuerungen: - Nextcloud Hub 8 - Nextcloud Assistant 2.0 - Nextcloud Teams - Interaktive Widgets - verbessertes „Tables“-App - Nextcloud One |
| 28      | 12. Dez. 2023 | 28.0.14         | 12. Dez. 2024              | Dez. 2024         | Nextcloud Hub 7 |
| 27      | 13. Juni 2023 | 27.1.11         | 25. Juni 2024              | Juni 2024         | Nextcloud Hub 6 mit folgenden Neuerungen: - Funktionen für ablenkungsfreies Arbeiten - Anzeige der Sprechdauer von Talk-Teilnehmern - Shortcuts zum Erstellen von Chat-Einladungen, E-Mails und Umfragen - KI-Funktionen für Assistent, Transkribieren oder Bilderkennung |
| 26      | 21. März 2023 | 26.0.11         | 25. Jan. 2024              | März 2024         | Neuerungen: - Smart Picker - Talk-to-AI: Sprache zu Text - AI Bilder-Generator - ChatGPT Text-Integration - NextCloud Talk für Desktop |
| 25      | 19. Okt. 2022 | 25.0.13         | 21. Sep. 2023              | Okt. 2023         | Neuerungen: - Neues Design: Web und Mobile - Fotos 2.0 mit Editor und KI (Gesichts- und Objekterkennung), Foto Alben teilen - Talk: Umfragen, Link Vorschau, Stille Nachrichten - Office: „Edit lokal“ - Related resources ersetzt Projects - Text/Wiki: Erwähnungen, Inhaltsverzeichnis, Seiten sortieren - do-not-disturb Option gem Arbeitszeiten |
| 24      | 3. Mai 2022   | 24.0.11         | 3. Nov. 2022               | Mai 2023          | Neuerungen: - Fehler in Android-App führte zu Log-Spam (Das Problem wird nicht mehr gespeichert in der Log) - Export und Import von Nutzerdaten ermöglichen den Umzug auf einen anderen Server - Eine API ermöglicht Programmen von Drittanbietern das Suchen in den auf dem Server gespeicherten Dateien - Dateien können jetzt auf allen Gerätetypen ge-/entsperrt werden. - Reaktionen auf Nachrichten in Talk - Reduzierung der Datenbanklast um ein Vierfaches. - E-Mails können geplant versendet und wieder zurückgeholt werden. |
| 23      | 30. Nov. 2021 | 23.0.12         | 3. Nov. 2022               | Dez. 2022         | Neuerungen: - Einführung einer Profilseite mit automatischem Benutzerstatus, Benutzer- sowie Organigramminformationen. - Bei der Groupware können nun Termine in öffentlichen Kalendern zum Buchen angeboten werden. - In Talk können jetzt Berechtigungen für Teilnehmer fein eingestellt werden. Weiterhin gibt es jetzt einen Wartebereich. - Auf Basis von Collabora Online gibt es jetzt ein Nextcloud Office mit an Nextcloud angepasster Bedienoberfläche, - Zur einfachen Installation gibt es jetzt ein Ein-Klick-System (All-In-One) basierend auf Docker. - Für die Privatanwender und Kleininstallationen wurde eine App zur Datensicherung einer Nextcloud veröffentlicht. - Die mobilen Clients sowie der Desktop-Client wurden mit neuen Funktionen der Version 23 aktualisiert. |
| 22      | 6. Juli 2021  | 22.2.10         | 20. Juni 2022              | Juli 2022         | Neuerungen: - Arbeitsabläufe für Genehmigung von Dokumenten - Integriertes Wissensmanagement - Dezentrale Verwaltung von Gruppen - Dateien digital signieren Änderungen - Wechsel bei der Projektversionierung zu Semantic Versioning |
| 21      | 22. Feb. 2021 | 21.0.9          | 16. Feb. 2022              | Feb. 2022         | Neuerungen: - Unterstützung für PHP 8 (PHP 7.2 wird nicht mehr unterstützt) - Mit Version 21 wird, bei Verwendung von MySQL als Datenbank, mindestens MySQL-Version 8 vorausgesetzt. Ein entsprechender Hinweis wird in den Einstellungen einer Nextcloud 20.0.x Installation angezeigt: Es wird die MySQL-Version „5.6.42-log“ verwendet. Nextcloud 21 wird diese Version nicht mehr unterstützen und benötigt MySQL 8 oder höher. |
| 20      | 3. Okt. 2020  | 20.0.14         | 12. Nov. 2021              | Okt. 2021         | Neuerungen: - Vereinheitlichte Suche - Es wird global gesucht und die Suchbereiche können festgelegt werden - Neues Dashboard als Startpunkt des Tages mit Informationen zu Dateien, Status von Kontakten, Terminen, Talk-Erwähnungen, Ankündigungen, Benachrichtigungen von Twitter, GitHub, GitLab oder Zammad und vieles mehr. - Talk 10 bringt eine Kommunikationsbrücke zu Microsoft Teams, Slack, IRC, Matrix und anderen. |
| 19      | 3. Juni 2020  | 19.0.12         | 21. Mai 2022               | Juni 2021         | Neuerungen: - Passwortlose Authentifizierung durch Verwendung von WebAuthn - Talk 9 unterstützt gemeinsames Arbeiten an Dokumenten durch Verwendung von Collabora Online - Leistungsverbesserungen - Gruppen für Gastzugänge |
| 18      | 17. Jan. 2020 | 18.0.14         | 27. Jan. 2021              | Jan. 2021         | Neuerungen: - Flow – Ein Werkzeug zum Erstellen von automatisierten Arbeitsabläufen - Mitlieferung von Mail, Kalender, Talk, OnlyOffice und Kontakte bei der Installation - Talk-Integration in den Kalender - Sperren von Dateien, um das Bearbeiten einer Datei durch andere zu verhindern - Neues Design für Kalender und Talk - Workspaces – README.md Dateien werden in ihrem Ordner über den restlichen Dateien gerendert angezeigt - Automatische Erkennung von Terminen in E-Mails |
| 17      | 30. Sep. 2019 | 17.0.10         | 9. Okt. 2020               | Sep. 2020         | Neuerungen: - Remote Wipe: Entfernen von Dateien auf Endgeräten erzwingen, z. B. bei Verlust eines Smartphones - Nextcloud Text: Ein ablenkungsfreier, kollaborativer Rich-Text-Editor mit Unterstützung für Markdown - Secure View: Erzwingbare Wasserzeichen von Dokumenten, die auf Meta-Daten („tags“), Gruppen, Freigabearten und anderen Eigenschaften basieren - LDAP-Schreibunterstützung ermöglicht die Verwaltung von Benutzern aus Nextcloud heraus - Versionsunterstützung für Amazon S3 - Integration von IBM Spectrum Scale |
| 16      | 25. Apr. 2019 | 16.0.11         | 4. Juni 2020               | Apr. 2020         | Neuerungen: - Neue Access Control Lists können ältere proprietäre File Server ersetzen. - Authentifizierung: Erkennung von verdächtigen Anmeldeversuchen auf Basis eines neuronalen Netzwerks. - Funktion „Projekte“: Die Benutzer können ihre Arbeit organisieren, indem sie verschiedene Ressourcen zu Projekten zusammenfügen, etwa Chats, Kalender, anstehende Aufgaben und Dateien. Nützlich für die Zusammenarbeit in Teams. Die Projekte können ganz oder in Teilen mit Kollegen geteilt werden. - Nextcloud Talk 6.0 beinhaltet eine neue Oberfläche und Kommandos. |
| 15      | 10. Dez. 2018 | 15.0.14         | 19. Dez. 2019              | Dez. 2019         | Neuerungen: - Neue Social-App u. a. Mastodon mit dem Kommunikationsprotokoll ActivityPub. - Tiefere Integration von Collabora Online mit Chat-Funktion in der Seitenleiste, Versionsverwaltung, mobiler Dokumentenbearbeitung - Die Ladezeiten der Webseite wurden verbessert (Faktor 2–3) |
| 14      | 10. Sep. 2018 | 14.0.14         | 16. Aug. 2019              | Sep. 2019         | Sicherheitsverbesserungen: - Zwei-Faktor-Authentifizierung via Signal/Telegram/SMS - Video-Verifizierung des Empfängers von Freigaben durch Nextcloud Talk Neuerungen: - Prüfung aller installierten Apps auf Kompatibilität vor Installation einer neuen Version - Die Bedienung des integrierten App-Stores wurde überarbeitet - Neues, dunkles Design - Viele Verbesserungen für Barrierefreies Arbeiten am Computer - Notizen zu Freigaben, Teilen von Dateien via Nextcloud Talk - Zwei-Faktor-Authentifizierung durch Benachrichtigungen |
| 13      | 6. Feb. 2018  | 13.0.12         | 28. Feb. 2019              | Feb. 2019         | Sicherheitsverbesserungen: - Ende-zu-Ende-Verschlüsselung (stetige Verbesserungen in jeder Veröffentlichung) Weitere Neuerungen: - Nextcloud-Talk, eine Audio/Video-Chat-Plattform. Die gesamte Konversation ist Ende-zu-Ende-verschlüsselt. Über Android/iOS-Apps kann auf diese Plattform zugegriffen werden. (Große Verbesserungen in Serveranwendung und Apps seit ursprünglicher Veröffentlichung) - Die Weboberfläche unterstützt HiDPI. - Leistungsverbesserung, speziell bei LDAP-Anfragen. - Verbesserung von Funktionen zur Zusammenarbeit an vielen Apps. - Prüfung bei Anlage von Passwörtern auf Vorhandensein in der Datenbank von HaveIBeenPwned (Sammlung von Datenlecks) - Bei E-Mail-Benachrichtigungen kann zwischen Text und HTML gewählt werden - Warnung bei nicht mehr unterstützten Software-Versionen (EOL) - Unterstützung von PHP 7.2 und PostgreSQL 10 |
| 12      | 22. Mai 2017  | 12.0.13         | 22. Nov. 2018              | Nov. 2018         | Sicherheitsverbesserungen: - Nutzung von Brute-Force-Schutz durch Apps - Integration von Funktionen für Bandbreitenbegrenzung - Neue und verbesserte Authentifizierungsmechanismen wie OpenID, OAuth 2.0, Kerberos und andere Skalierbarkeit und Leistungsverbesserungen: - Architektur Global Scale zur Nutzung mehrerer Nextcloud Knoten Weitere Neuerungen: - Anpassungen an der Benutzeroberfläche zur einfacheren Nutzung von Apps - Erweiterung der Anwendungsmöglichkeiten von öffentlichen Links - Erweiterung und Verbesserung von Audio/Video-Chat |
| 11      | 13. Dez. 2016 | 11.0.8          | 14. März 2018              | März 2018         | Sicherheitsverbesserungen: - Unterstützung für die Browser-Sicherheitsfunktionen CSP 3.0 und Same-Site-Cookies - Unterstützung für Kerberos-Authentifizierung und Zwei-Faktor-Authentifizierungsanbieter, basierend auf Universal 2nd Factor und Time-based One-Time Password - Erweiterter Brute-Force-Schutz für alle API-Zugangspunkte - Verwendung von SSL/TLS bei der Freigabe von Dateien über Nextcloud Server - Zugriffsrechte auf App-spezifische Login-Token - App Store überprüft automatisch Apps und erzwingt Signaturen Skalierbarkeit und Leistungsverbesserungen: - Bis zu 80 % Reduzierung der Datenbanklast - Bis zu 60 % Beschleunigung der Datenübertragung bei kleinen Dateien - Schnellere Collabora Online-Inbetriebnahme - Schnelleres Laden von großen Ordnern Neuerungen: - Apache Solr basierte Volltextsuche mit Nextant App - Next Gen Federation unterstützt optional das Speichern von Informationen im globalen Adressbuch für die einfache Suche nach Benutzern - Experimentelle Integration von Audio/Video-Chat mit „Spreed APP“, später „Talk“ |
| 10      | 28. Sep. 2016 | 10.0.6          | 7. Aug. 2017               | Aug. 2017         | Sicherheitsverbesserungen: - Ein neuer Mechanismus wurde hinzugefügt, um die Aktualisierung von Nextcloud zu vereinfachen - Integration einer plugin-basierten Zwei-Faktor-Authentifizierung - Integration von Funktionen für einen Brute-Force-Schutz - Verbesserte Zugriffskontrollen („file access control“) Weitere Neuerungen: - Die Gestaltungsfunktionen der Benutzeroberfläche wurde erweitert - Erweiterung der Systemüberwachung in der Benutzeroberfläche und per API-Endpunkt |
| 9.0.54  | 28. Sep. 2016 | 9.0.58          | 24. Apr. 2017              | Apr. 2017         | Erste offiziell freigegebene Version von Nextcloud, basierend auf der damals aktuellen Open-Source-Variante von ownCloud 9 |

## Nextcloud-Box

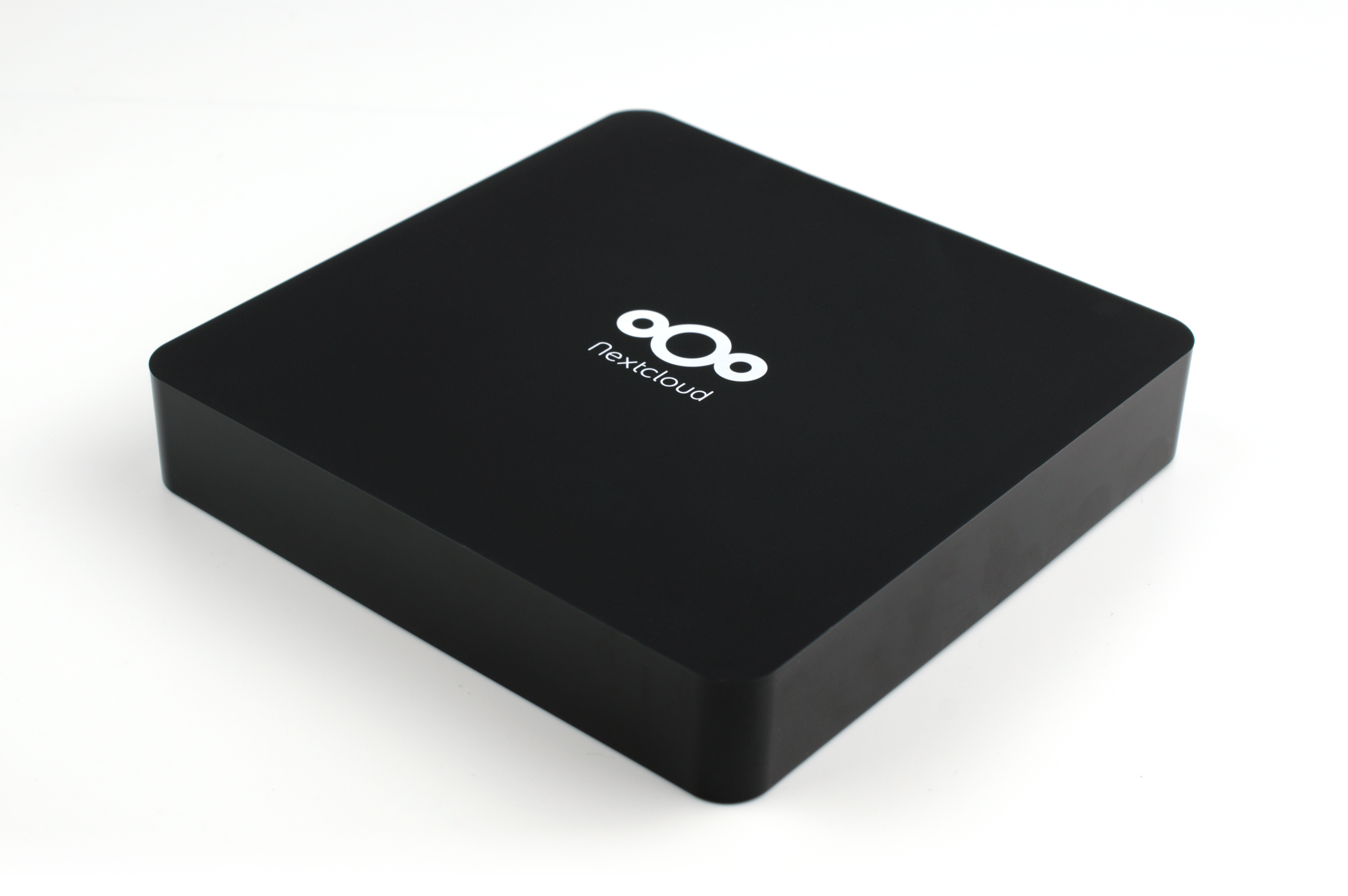
Nextcloud Box

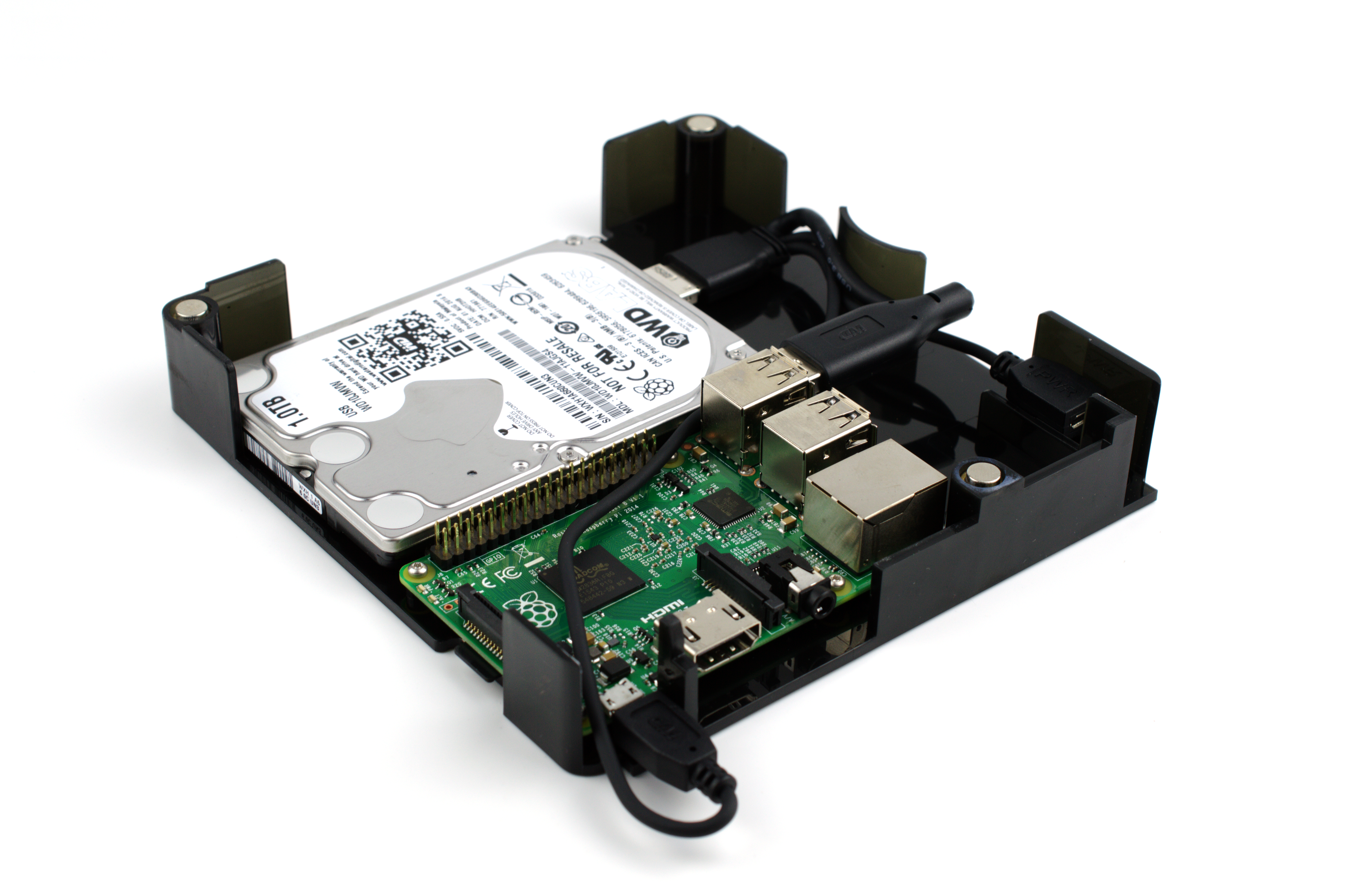
Geöffnete Nextcloud Box

Im September 2016 stellte Nextcloud, in Kooperation mit Western Digital Labs und Canonical (das Unternehmen hinter Ubuntu), die Nextcloud-Box vor. Bei der Nextcloud-Konferenz 2016 zeigten Jane Silber (CEO von Canonical) und Frank Karlitschek die Neuheit. Weniger als ein Jahr später, im Juni 2017, gab Western Digital das Ende von WDLabs und damit das Ende der Produktion der Nextcloud-Box bekannt.
Die Nextcloud-Box basierte auf einem Raspberry Pi. Als Betriebssystem diente Ubuntu Core mit Snappy. Die Box war als Referenzgerät für andere Hersteller gedacht. Für den Nutzer stand das einfache Einrichten im Vordergrund, die Installation auf einem Webserver entfällt. Das Snappy-Image wurde gepflegt und regelmäßig bei neuen Versionen aktualisiert.